# Maria Łapuć
Maria Łapuć (ur. 1 stycznia 1948 w Leszczanach koło Sokółki) – polska polityk, posłanka na Sejm PRL VIII kadencji.

## Życiorys
Uzyskała wykształcenie średnie zawodowe, z zawodu technik włókiennik. W 1968 wstąpiła do Polskiej Zjednoczonej Partii Robotniczej, w której była członkiem plenum Komitetu Miejskiego w Białymstoku oraz sekretarzem OOP. Pracowała jako mistrz w Fabryce Wyrobów Runowych „Biruna” w Białymstoku. W latach 1980–1985 pełniła mandat posłanki na Sejm PRL VIII kadencji w okręgu Białystok, zasiadając w Komisji Mandatowo-Regulaminowej, Komisji Przemysłu Lekkiego, Komisji Nadzwyczajnej do rozpatrzenia projektu ustawy Konstytucyjnej o Przedłużeniu Kadencji Sejmu PRL oraz w Komisji Przemysłu.